# Čaňa
Čaňa (maďarsky:Csány, Abaújcsány, Hernádcsány) je obec na Slovensku v okrese Košice-okolí. Jde o největší obec tohoto okresu. V okolí obce se nachází několik umělých jezer (bývalá štěrkoviště), která vznikla při těžbě štěrku.

## Polohopis

### Vodní toky
Východně od obce v blízkosti obce Ždaňa teče řeka Hornád.

### Čanianská jezera
V okolí obce vznikla 4 štěrkoviště (těžba začala v roce 1854), dnes se zde štěrk těží již jen v jednom z nich, ostatní jsou využívána pro rekreaci. Nejznámější je jezero domácími lidmi zvané „Tajvan“, které má jako jediné ze všech okolních jezer vybudovánu infrastrukturu pro turisty. Na jeho břehu se nalézá několik menších štěrkových pláží, hotel a rozsáhlá chatová oblast. O letních večerech se zde vždy koná diskotéka pod otevřeným nebem. Koupání zde je z hygienických důvodů zakázáno.
Na koupání, rekreaci a sportovní rybolov využívají místní občané přilehlé štěrkoviště Geča, kde sa nachází i neoficiální nudistická pláž. Na tomto štěrkovišti však stále probíhá těžba, hlavně v severovýchodní a západní části, proto je zde oficiálně koupání také zakázáno.

## Symboly obce
Obecní znak je doložen od roku 1340 z doby panování krále Karola Róberta (1288–1342). Obecní znak vyjadřuje příslušnost
obce k uherské koruně a odkazuje na kraj, který byl bohatý na zvěř a ptactvo. Zemědělství zde bylo hlavní hospodářskou činností, podporováno bylo řemesly. Byl zde vždy dostatek vody, proto je zde tradiční také rybolov.

## Dějiny
Podle prvních písemných záznamů je vznik obce datován do roku 1164, původně šlo jen o větší usedlost, která byla kmenovým majetkem rodu Aba. Název obce pochází od prvního vlastníka obce – rodu Csányiovců. Na tomto území bylo nalezeno pohřebiště pocházející z doby bronzové. Zde nalezené předměty si je možné prohlédnout ve Východoslovenském muzeu v Košicích.

### Geneze názvu obce
- 1255 – terra Chon
- 1267 – de Chon
- 1332–1337 – Chun, Chomi
- 1337 – Choon
- 1339 – Chon
- 1376 – Chan
- 1399 – Chan
- 1409 – Chan
- 1427 – Chaan
- 1449 – Chan
- 1553 – Chan
- 1773 – slovensky: Czana, maďarsky: Csány
- 1808 – maďarsky: Csány
- 1903 – slovensky: Čaňa
- 1906 – slovensky: Čaňaň
- 1906 – slovensky: Čaňa

### Do roku 1170
Obec Čaňa je vlastně prastará usedlost, o které archeologické vykopávky dokládají, že už existovala již v době kamenné. Dějiny té doby známe pouze z vykopávek.
Již v době bronzové (cca 2500 před Kristem) byla obec dost rozsáhlá, což dosvědčuje objevené pohřebiště jižně od obce mezi ulicí Živičnou a dvorem zemědělského družstva. Při těžbě štěrku v roce 1975 byl porušen jeden hrob, těžební práce byly tehdy pozastaveny a započal zde archeologický výzkum. Ten trval půl roku a v po tuto dobu bylo odkryto 163 hrobů pocházejících z doby bronzové, mnohé ale už byly porušeny vykrádači hrobů před mnoha stoletími. Šlo o hroby obyčejných lidí, hroby žen s malými dětmi, ale i hroby velmožů a jeden hrob náčelníka i s koněm a bronzovými součástkami koňského postroje.
Nálezový materiál z těchto hrobů byl rozmanitý a bohatý, podobně i kosterní pozůstatky. Nalezeny byly bronzové čakany, kladiva, střelky, různé korále, náramky, náušnice a jiné ozdobné předměty. V hrobech bylo nalezeno množství užitkové keramiky a nádob z pálené hlíny: různé misky, hrnce, džbány, poháry, amfory apod. Už v té době zde probíhal čilý obchod. Obyvatelé Košické kotliny v nalezených amforách dováželi a skladovali víno, které sem přiváželi z jižních zemí (Chorvatsko, Řecko, Itálie). Všechny věci, které archeologický výzkum objevil byly uloženy ve Východoslovenské muzeu v Košicích. Také vykopávky ještě ze starších dob potvrzují existenci osady na dnešním území obce. Jde o kosti zvířat soustředěné na jednom místě, ale i lidské kosti pocházející z prastarých pohřebišť. Mezi obcemi Čaňa a Geča byl v roce 1933 objeven prastarý obranný val.
Mladší dějiny obce a jejího okolí jsou už více známé a bohaté na zmínky o nich. Blízko pohřebiště z doby bronzové byly objeveny 4 pece pocházející z doby Římské říše, ve kterých se tavilo železo. Na jejich místě bylo nalezeno i bronzové nářadí a kelímky (tyglíky) na surové železo.
Pozdější dějiny jsou poznamenány pronikáním křesťanství i do oblasti Košické kotliny a je ověřeno, že i ona patřila do Pribinova knížectví i ostatních velkomoravských knížat.

### Klášter premonstrátů a mongolské útoky
V roce 1170 bylo těsně u obce vybudováno opatství, klášter i s kostelem, který sloužil i obyvatelům obce. Klášter první roky patřil mnišskému řádu augustiniánů, později se v něm vystřídali další řády. Nakonec se stal majitelem zdejšího kláštera řád premonstrátů.
Významnou událostí v té době se stala vojenská tažení Mongolů v Horním Uhersku. Poté, co Mongolové napadli území dnešního Slovenska, tak v roce 1241 značně zpustošili mnohé vesnice. Když se uherský král Béla IV. u řeky Slané jakoby zázrakem zachránil a i s družinou a utíkal z bojiště, právě velmoži z obcí Košické kotliny mu pomohli utéct a bezpečně ho vyvedli z mongolského obklíčení.
Dobře vyzbrojeným Mongolů odolal právě klášter v Čani, do kterého se tehdy ukryli i místní obyvatelé. Archeologické výzkumy prováděné v letech 1929–1931 svědčí o tom, že zdi z klášterních budov byly postaveny z pálených cihel a z kamene – pískovce. Podobně i obranné hradby, před kterými by zřízeny i vodní příkopy. Ty byly napájeny vodou z místního potoka Myslavka, který protékal obcí až do roku 1965.
Druhé zpustošení obce i s klášterem se událo v době tureckých válek v Horním Uhersku. Po rychlém ústupu Mongolů zpět do Asie nastal v Uhersku mírový život a Béla IV. odměnil mnohé vesnice a městečka v Abovské župě různými královskými výsadami. Čanianští velmoži, kteří byli spřízněni s hradními pány v Novém hradu, který byl vybudován nad obcí Gyňov, spolu s čanianskými obyvateli přijali pro obec název Čaňa. Dotehdy se tato obec nazývala Chom, nové pojmenování bylo vytvořeno ze jména hradního pána Ladislava Čániho. V roce 1255 dal Béla IV. zem Čaňu (terra Chon) hostům ze Seni, dotehdy ji vlastnil Marcel a Béla IV. ji dal hostům ze Seni na jejich žádost proto, aby mohl růst počet hostí v Seni.
Štěpán V. však v roku 1270 dal Čaňu hornokošickým zemanům a jejich příbuzným jako výměnu za jejich dědičnou zem Horné Košice. V listině Jagerské kapituly (1270) je Čaňa uváděna už jako villa Chon, ostatní obce jsou uváděny jen jako possesio, což mimo jiné svědčí o tom, že Čaňa byla už v té době vyvinutou vesnicí. Je zajímavé, že v této listině se už vyskytují všechny okolní vesnice tak jak je známe dnes.

## Křesťanství

### Kostely
Roku 1384 se rozhodli obyvatelé obce postavit novou svatyni na východním okraji vesnice, kterou dokončili v roce 1400, byla zasvěcena Panně Márii a toto patrocínium trvá až podnes pro římskokatolický kostel.
Již v roce 1334 zde byla zřízena farnost. Farským kostelem se nejpravděpodobněji stal klášterní kostel.
Obyvatelé vybudovali místní kostel na pozemku nynějšího římskokatolického kostela v roce 1386. K bohoslužbám sloužil až do roku 1947, kdy začali stavět nový, větší kostel, který slouží dodnes. Základy pod kostelní věží a část zdiva v předsíni jsou původní, středověké.
Čaňa je s menšími přestávkami už od středověku obcí s farností. Jak uvádí kniha Patrocínia na Slovensku, už v roce 1400 byl místní kostel zasvěcen Panně Marii, toto patrocínium trvá dodnes.
Okolo roku 1415, za panování uherského krále Zikmunda Lucemburského, patřila zdejší farnost
pod církevní děkanát v nynějším maďarském Fízeru.

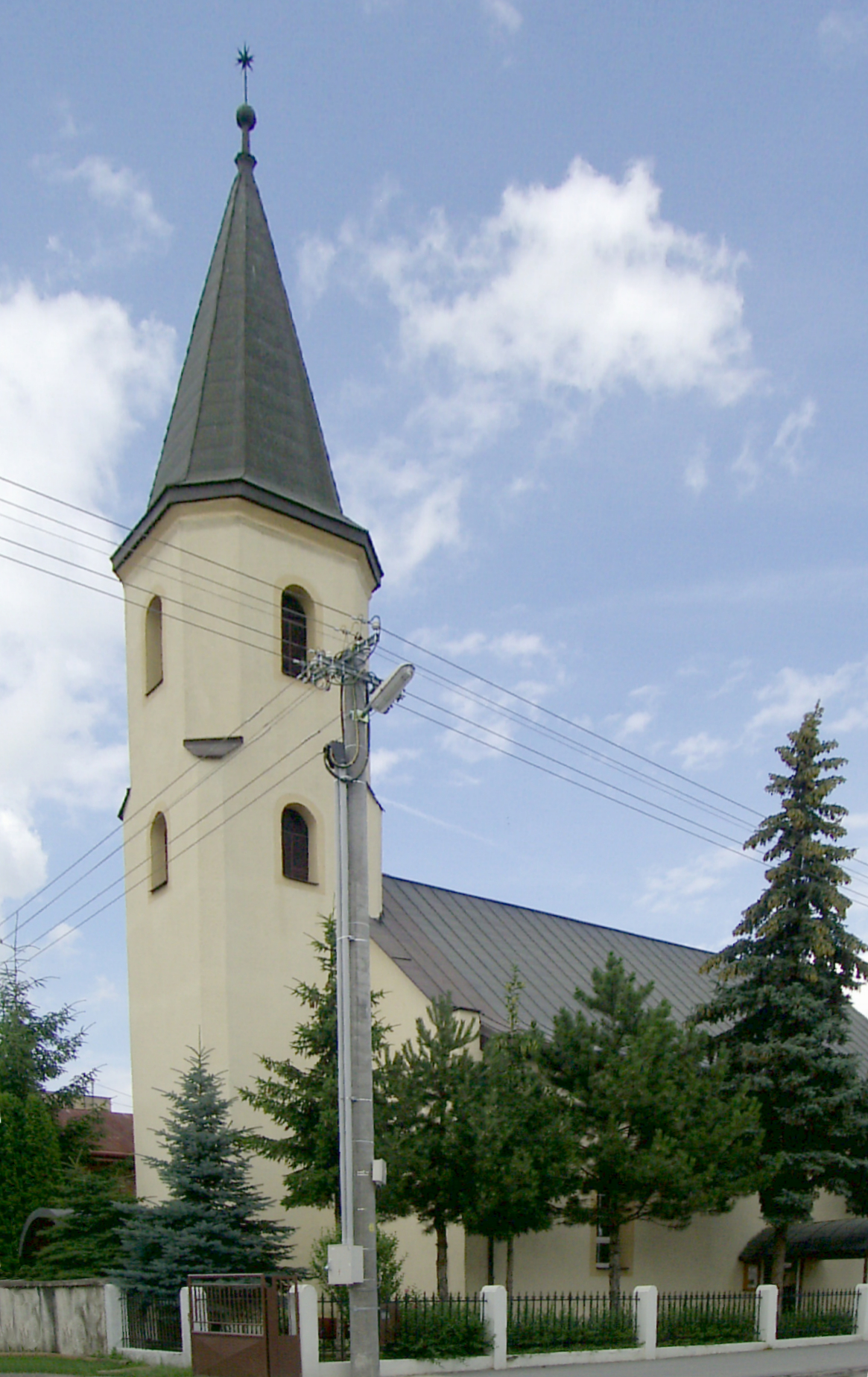
Reformovaný kostel

Velké změny i občanské nepokoje nastaly v obcích Košické kotliny v době silné reformace, která se zde odehrála v letech 1535–1560. Hnutí kalvinistů násilím nutilo římské katolíky přijímat jejich víru. Mnohokrát to pro neústupnost na obou stranách skončilo vyhnáním části obyvatel ozbrojenými přepady a nejednou i oběťmi na životech. Takto v Čani skončil i katolický kněz, kterého utopili v Hornádu. V těch dobách obec pozůstávala
hlavně z nynějších ulic: Ulice osloboditeľov, Košická, Skladná a Richtárská. Reformátoři vyhnali z těchto míst
katolíky, kteří si dále na sever postavili skromná obydlí. Takto vznikla část obce Vyšný Koniec.
V svých obydlích mohli zůstat jen židovští obyvatelé, kteří přišli do obce několik desítek let před tím.
Už před reformací byla obec rozvinutá, což dosvědčuje i vyplácení papežské daně v hodnotě 5 grošů ročně: podle ní zde žilo už tehdy okolo 600 obyvatel. Obec rostla, rozvíjela se přes všechny nepříznivé události, které ji potkávaly.
Od těch dob až po začátek 20. století byla obec ze severu a východu chráněna mohutnými dubovými
lesy, které po staletí lidé káceli a přeměňovali lesy na ornou půdu. Tyto lesy zabezpečovaly existenci řemesel, zejména uhlířství resp. výroby dřevěného uhlí. Ta zde přetrvala až do roku 1850.

## 19. a 20. století
Novější dějiny spadají do 19. století, kdy obec poznamenaly 2 události: výstavba největšího parněelektrického mlýna v Evropě (1855) a o rok později pak výstavba železniční tratě z Košic do Miškolce, která tudy procházela. Obě dvě události přivedly do obce okolo 60 rodin zaměstnanců mlýna a železnice.
Mlýn mlel denně 500 metrických centů obilí a mouka i ostatní výrobky se z něj vyvážely do zemí celé Evropy i do zámoří. V souvislosti s mlýnem byla vybudována i část Malá Čaňa, kde v typizovaných domečcích žili mlýnští dělníci. Z mlýna na železniční stanici vedla koňská železnice. Na konci roku 1944 byl mlýn vybombardován.
Velký stavební růst nastal v obci po roce 1970, kdy se obec začala stavebně silně rozrůstat. Železniční, stavební a průmyslová výroba u železniční stanice v Čani byla zřízena v roce 1949 a existuje zde s menším počtem zaměstnanců dodnes. Vyrábějí se tu železniční pražce a jiné betonové prefabrikáty. V roce 1957 zde bylo založeno jednotné zemědělské družstvo, které se po prvotních těžkostech propracovalo na moderní zemědělský závod, který kdysi zaměstnával 300 lidí, dnes je zde zaměstnáno už jen 10 lidí. Poštovní úřad byl zřízen v roku 1975 vedle fotbalového hřiště. Už v roce 1978 byla vybudována nová budova poštovního úřadu v centre obce. Budova pro obecní úřad byla vybudována vedle katolické fary a dnes slouží jako škola pro rómské děti. Obvodní zdravotní středisko bylo vybudováno v roce 1975, nákupní středisko v roce 1977 a hasičská zbrojnice v roku 1980.
Později vzniklo ještě mnoho dalších budov a institucí. Nová základní škola byla dána do užívání v listopadu 1993 a dnes jde o moderní vzdělávací instituci pro 840 žáků. Je velmi dobře vybavena hlavně v oblasti sportu a tělovýchovy (tělocvična, plovárna, travnaté hřiště, betonová hřiště, tenisové kurty).
V minulosti byla také známa výsadbou moruší (v místním nářečí se tento strom nazýval jahoda), proto obyvatele obce označovali jako „jahodare“. Výsadba moruší se rozmohla v druhé polovině 19. století a trvala do roku 1930. Na listech moruší se choval bourec morušový, ze kterého zdejší obyvatelé získávali kokony surového hedvábí a ty pak prodávali. Asi 300 let se zde pěstovalo konopí, ze kterého zde vyráběli konopné plátno jak pro svoji potřebu tak pro jeho prodej na trhu. Na počátku 20. století zde existovalo mnoho řemesel, která se se zemědělstvím vzájemně doplňovala, místní řemeslnické výrobky pak byly prodávány na jarmarcích. Šlo zejména podkovářství, kovářství, košíkářství, obuvnictví, krejčovství, včelařství (výroba medu), brašnářství, uhlířství a další.

## Kultura a zajímavosti

### Hudba
Martin Krausz, Energy Music Hall a hudební skupiny jako Family, Trend či hudebně-zábavní skupina TRAKY.

## Hospodářství a infrastruktura

### Doprava
Železniční spojení s Košicemi i Maďarskem (Hidasnemeti) není provozováno, osobní vlaky byly zrušeny.
Do obce jezdí z Košic pravidelná příměstská autobusová doprava, cesta sem trvá přibližně půlhodinu. V budoucnosti je zvažováno vybudování rychlodráhy z Košic kvůli neustálému přetížení autobusových spojů v ranní a odpolední špičce. Na území obce se nacházejí pouze silnice 3. třídy.

### Školství
- základní škola

## Osobnosti
- Pavol Horov (spisovatel)
- František Hoholko (fotbalista)
- Imrich Jesenský (spisovatel)
- Martin Krausz (zpěvák)
- Mária Šándorová (Miss Slovenské republiky 2004)